# Morley (Missouri)
Morley és una població dels Estats Units a l'estat de Missouri. Segons el cens del 2000 tenia 792 habitants.

## Demografia
Segons el cens del 2000, Morley tenia 792 habitants, 315 habitatges, i 219 famílies. La densitat de població era de 413,2 habitants per km².
Dels 315 habitatges en un 34,3% hi vivien nens de menys de 18 anys, en un 54,9% hi vivien parelles casades, en un 10,8% dones solteres, i en un 30,2% no eren unitats familiars. En el 26% dels habitatges hi vivien persones soles el 12,1% de les quals corresponia a persones de 65 anys o més que vivien soles. El nombre mitjà de persones vivint en cada habitatge era de 2,5 i el nombre mitjà de persones que vivien en cada família era de 2,98.
Per edats la població es repartia de la següent manera: un 26,8% tenia menys de 18 anys, un 5,8% entre 18 i 24, un 28,4% entre 25 i 44, un 24,1% de 45 a 60 i un 14,9% 65 anys o més.
L'edat mediana era de 36 anys. Per cada 100 dones de 18 o més anys hi havia 92,7 homes.
La renda mediana per habitatge era de 26.696 $ i la renda mediana per família de 35.000 $. Els homes tenien una renda mediana de 25.625 $ mentre que les dones 17.917 $. La renda per capita de la població era de 12.679 $. Entorn del 10,9% de les famílies i el 15,4% de la població estaven per davall del llindar de pobresa.

## Poblacions més properes
El següent diagrama mostra les poblacions més properes.